# Hirriusa arenacea
Hirriusa arenacea là một loài nhện trong họ Philodromidae.
Loài này thuộc chi Hirriusa. Hirriusa arenacea được George Newbold Lawrence miêu tả năm 1927.